# Évangéliaire de la reine Theutberge
L’Évangéliaire de la reine Theutberge est un manuscrit carolingien enluminé connu pour ses riches couleurs et son exceptionnel état de conservation. Datant de la première moitié du IXe siècle, il contient un « Capitulaire romain des leçons d’évangile pour l’année liturgique ». Il aurait été écrit entre 825 et 850 à l’abbaye bénédictine Sainte-Glossinde de Metz. Depuis 2015, il est conservé au Metropolitan Museum of Art de New York.

## Origine
Le manuscrit aurait été fabriqué dans un atelier de Lorraine, possiblement dans la ville de Metz. Il aurait, selon la tradition, appartenu à la reine Theutberge de Lotharingie, abbesse de l’abbaye de Sainte-Glossinde de 867 à sa mort en 875.

## Description
Les pages du manuscrit sont en vélin.

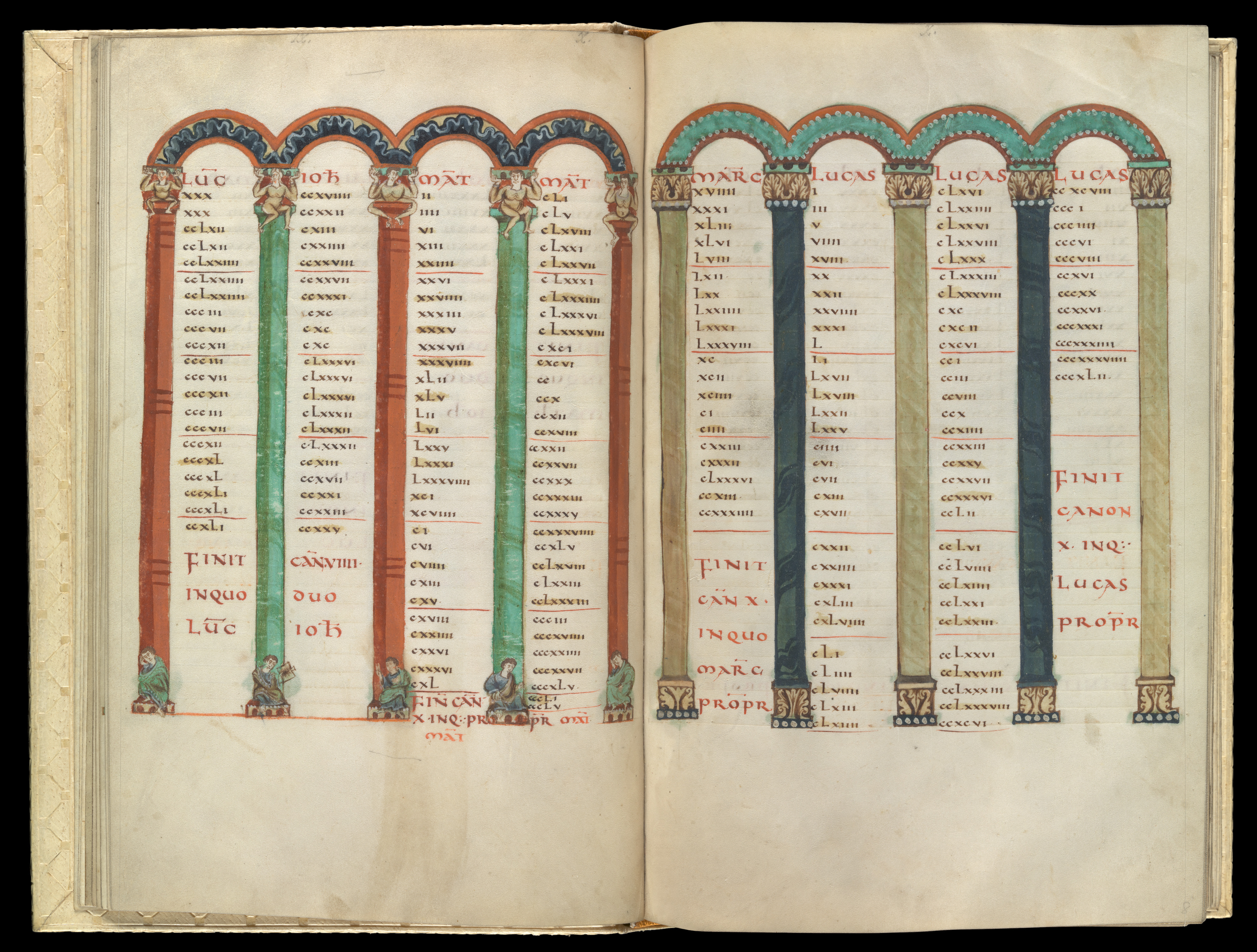
Tables canoniques de l'Évangéliaire richement décoré.

### Décoration
Les tables canoniques, qui comptent un total de seize pages, sont richement décorées par quatre arches soutenues de cinq colonnes. Ces colonnes sont colorées de bleu, vert, rouge, orange et jaune. Elles sont peintes de façon à imiter le marbre ; on peut y voir des visages d’humains et d’animaux dans le haut des colonnes et des pattes animales dans le bas.

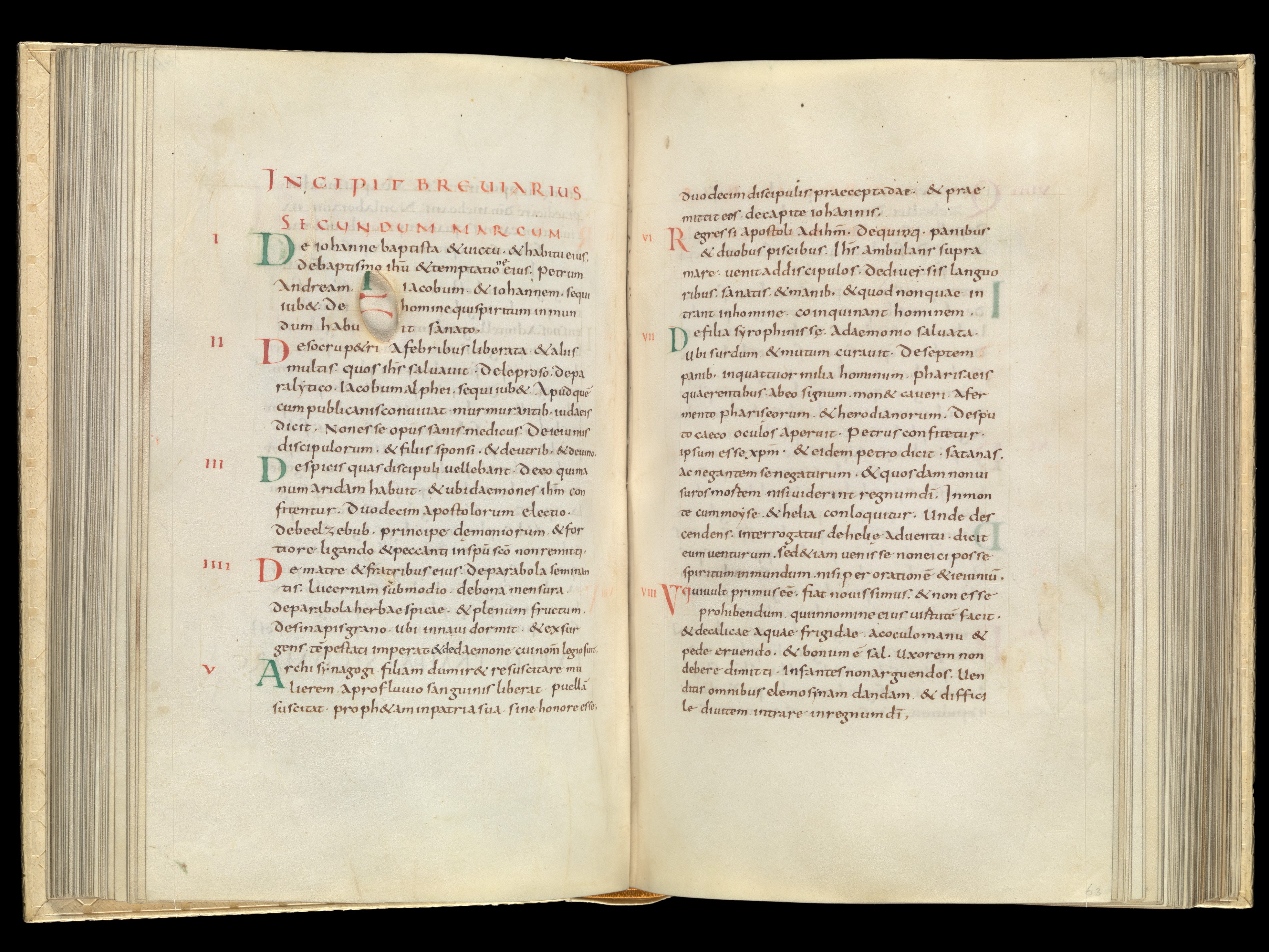
Passage de l'Évangéliaire de la Reine Theutberge, on peut y voir l'écriture en minuscule carolingien avec de l'encre noire, verte et rouge.

L’encre utilisée pour l’écriture est surtout le noir, mais aussi le rouge et le vert par endroits. Les noms de chaque table canonique est écrit à l’encre rouge, ainsi que chaque titre qui sépare les textes. La première lettre est écrite en capitale au début de chaque paragraphe ; elle est de couleur rouge ou verte.
Le manuscrit ne contient aucune image de Saint, d’Évangéliste ou d’enluminure colorées, ce qui vient donner une allure modeste au manuscrit en question.

### Contenu
Le manuscrit contient les quatre Évangiles, soit ceux de Mathieu, Marc, Jean et Luc, ainsi que les tables canoniques d'Eusèbe de Césarée. Une préface est écrite par saint Jérôme sur la traduction des Évangiles et une lettre de Eusèbe de Césarée expliquant les tables canoniques. Il y a aussi une préface dite standard avec un résumé pour chaque Évangile et un capitulaire romain d’enseignement des Évangiles pour l’année liturgique compréhensible et complète. La dédicace écrite par saint Jérôme a été faite en réponse à une demande du pape Damase, qui aurait demandé à saint Jérôme de faire une traduction des Évangiles. La préface serait une copie venant d’un autre manuscrit, qui reste inconnu pour le moment, et aurait simplement été recopié dans l’évangéliaire.

Un fait intéressant est la présence des « Capitulaires romains pour l’enseignement de l’évangile pour l’année liturgique », ce qui était très rare à l’époque carolingienne. Cet ajout vient donner du poids à la thèse que le manuscrit aurait appartenu à Theutberge qui était l’abbesse de l’abbaye bénédictine de Sainte-Glossinde. Le manuscrit contient des notes capitulaires inscrites dans la marge des pages, qui font référence aux tables canoniques. Ce fait vient étayer l’hypothèse que le manuscrit aurait servi à la reine Theutberge elle-même pour un usage personnel,. Le « Capitulaire romain pour l’enseignement de l’Évangile pour l’année liturgique » était des leçons pour permettre la lecture et l’interprétation des Saintes Écritures dans un but liturgique qu’il soit de masse ou officinale. Chaque Sainte Écriture devait être lue à un certain moment et montrée de façon qu’elle soit bien comprise de tous les gens qui venaient assister aux messes liturgiques.

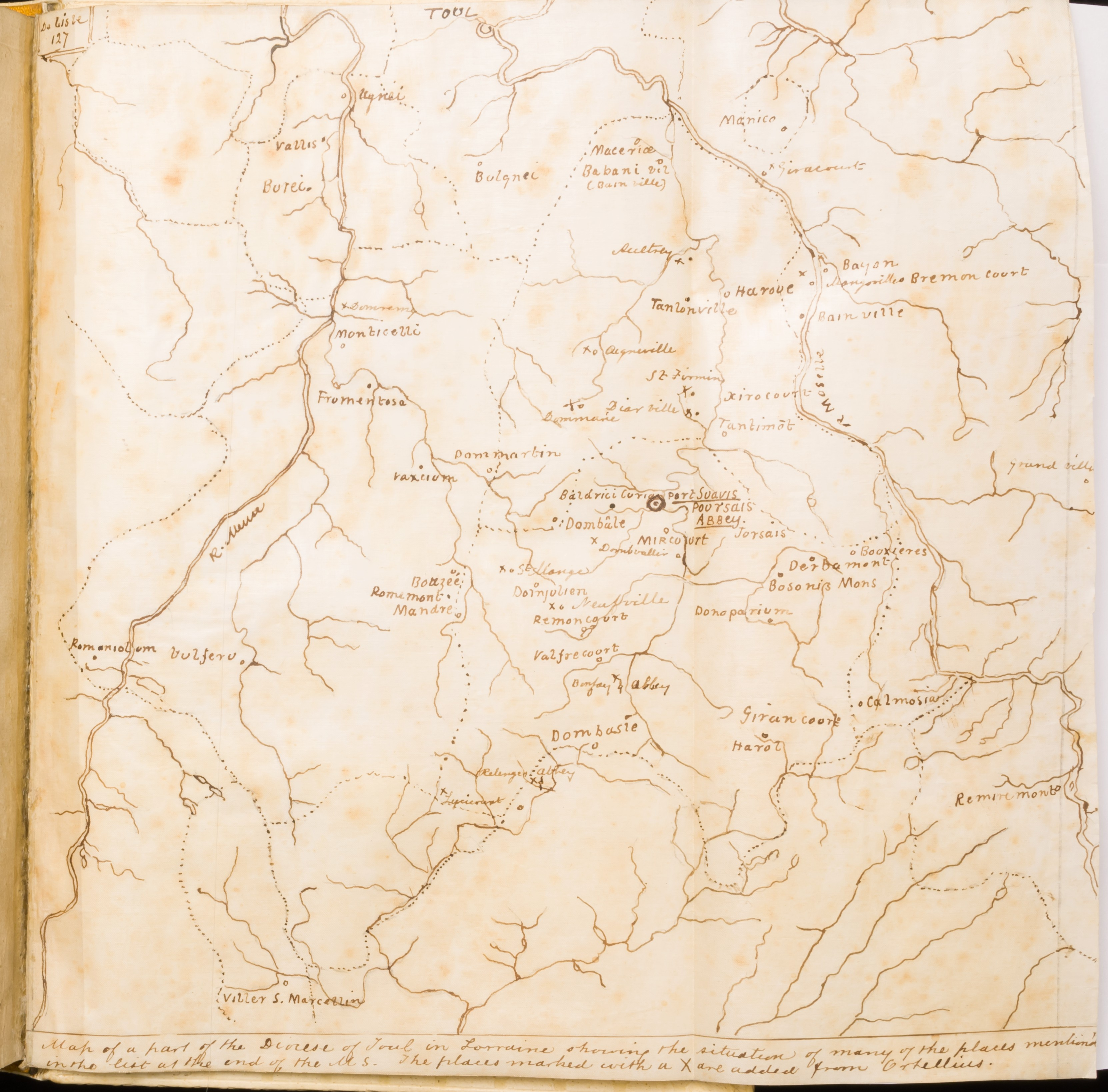
Carte du Diocèse de Toul, avec les noms des soixante-quinze places qui devaient un revenus au monastère de Remiremont.

Autour de l’an 1000, une carte de la région qui entoure la ville de Toul a été ajoutée par le monastère de Remiremont. Cette carte inclut une liste de soixante-quinze localités qui devaient un revenu à ce monastère,.

## Provenance

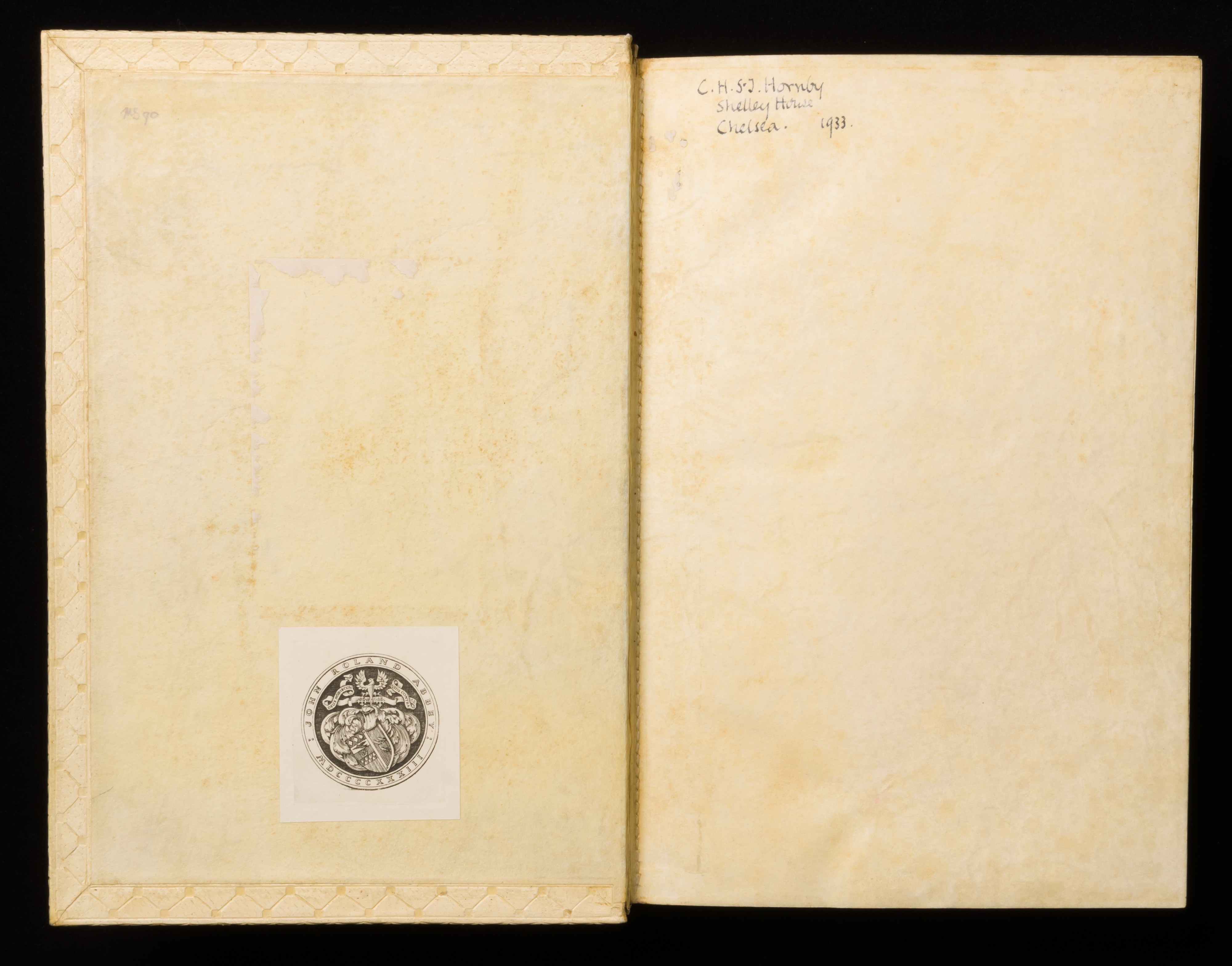
Sceau qui aurait été mis par les propriétaires.

Ce manuscrit a beaucoup voyagé et connu un nombre important de propriétaires. Selon des documents retrouvés dans le manuscrit, il était au monastère de Remiremont autour de l’an 1000. Il va par la suite disparaître de nouveau pour refaire surface dans une bibliothèque de pères dominicains. Sa localisation jusqu'au XIXe siècle est incertaine,,.
Le manuscrit connaît ensuite différents propriétaires de 1859 à 1946 : Guglielmo Libri, Bernard Quaritch, Charles Saint-John Hornby, John Roland Abbey. En 1975, il passe en vente chez Sotheby’s.
Le manuscrit refait surface en 2015 chez Christie’s lors de la vente Beck. Il est acheté par le Metropolitan Museum of Art de New York, pour la somme d’environ deux millions de livres sterling (GBP). Depuis, le manuscrit est exposé au public à New York, au Cloisters.